# NGC 3952
NGC 3952 је спирална галаксија у сазвежђу Девица која се налази на NGC листи објеката дубоког неба.
Деклинација објекта је - 3° 59' 50" а ректасцензија 11h 53m 40,1s. Привидна величина (магнитуда) објекта NGC 3952 износи 13,1 а фотографска магнитуда 13,7. Налази се на удаљености од 27,0000 милиона парсека од Сунца. NGC 3952 је још познат и под ознакама IC 2972, MCG -1-30-44, IRAS 11510-0342, PGC 37285.